# Пауль фон Русдорф
Пауль фон Ру́сдорф (нем. Paul von Rusdorf; ок. 1385, Эрзштифт Кёльн (Росдорд ?) — 9 января 1441, Замок Мариенбург) — 29-й великий магистр Тевтонского ордена с 1422 по 1441 год.

## Биография

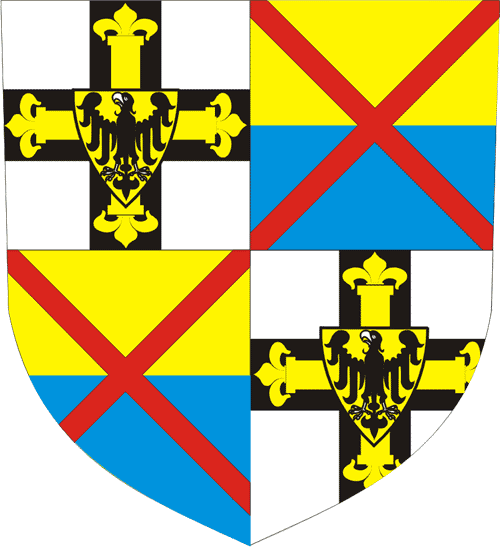
Герб великого магистра Пауля фон Русдорфа

Пауль фон Русдорф родился около 1385 года в Эрзштифт Кёльне (возможно Росдорд). Происходил из министериалов. Вступил в Тевтонский орден в 1410 году, через два года стал прокурором (судьёй) в Растенбурге, с 1413 года — фогт Лейпе, Тушеля и Меве. C 1416 года занимал должность «великого казначея» (нем. großschäffer), с 1419 — великий комтур, то есть фактически заместитель великого магистра Михаэля Кюхмайстера. 
10 марта 1422 года после отставки Кюхмайстера избран великим магистром Ордена. 
После поражения при Грюнвальде 15 июля 1410 года Орден был вынужден согласиться на условия Торунского мира, обязывающие его выплатить Королевству Польскому большую контрибуцию, выплата которой привела государство крестоносцев на грань финансового краха. 
Между тем, неудовлетворённые итогами войны Польша и Великое княжество Литовское стремились в полной мере использовать сложившийся перевес над Орденом. В июле 1422 года Ягайло и Витовт начали войну. Однако кампания складывалась не слишком удачно и, не дожидаясь, когда Орден получит подкрепление из Германии, союзники решили начать переговоры о мире. 17 сентября 1422 года было заключено перемирие, а 27 сентября — мирный договор, известный как Мельнский мир. По его условиям, Орден уступал Королевству Польскому часть Куявии с Нешавой и окончательно отказывался от претензий на Жемайтию, которая по Торуньскому миру должна была отойти Ордену после смерти великого князя литовского Витовта.
Высокие налоги способствовали усилению политической активности горожан, особенно жителей Ганзейских городов. В 1430 году сословия Пруссии предложили создать Государственный совет (правительство), состоящий из шести высших должностных лиц Ордена, шести не состоящих в Ордене священников, шести рыцарей и шести представителей городов. Пауль фон Русдорф не принял это предложение, но через два года сам выступил с идеей создания Тайного совета — консультативного органа при великом магистре. Рыцарство дало согласие, однако горожане отказались принимать участие в его работе. Членом Тайного совета стал, кроме прочих, известный впоследствии Иоганн фон Байзен. Во время правления фон Русдорфа Тайный совет обычно созывался в Эльбинге, Мариенбурге, а 26 февраля 1434 года был собран в Растенбурге. В работе Совета принимали участие высшие должностные лица Ордена; 12 представителей епархиального духовенства; 50 представителей рыцарства, избранных на выборах, состоявшихся в 1432 году; а также 20 представителей от городов. 
В 1431 году Пауль фон Русдорф вмешался в польско-литовский конфликт из-за наследования в Великом княжестве Литовском. Орден выступил на стороне великого князя литовского Свидригайла, что стало поводом для начала польско-тевтонской войны 1431-1435 годов. В ходе войны Пруссия была опустошена гуситами, а исход кампании был предрешён поражением союзников Ордена 1 сентября 1435 года в битве под Вилькомиром. 31 декабря 1435 года между Тевтонским орденом и Королевством Польским был подписан Брест-Куявский мирный договор, важнейшим условием которого был отказ Ордена от поддержки Свидригайла. 
Несмотря на расширение политических прав населения, недовольство политикой Ордена и великим магистром росло. В 1440 году противники фон Русдорфа (в первую очередь ландмейстер Ордена в Германии Эберхард фон Заунсхайм) попытались отстранить его от власти. На защиту великого магистра стали сословия Пруссии, которые 14 марта 1440 года организовали Прусскую конфедерацию.
2 января 1441 года Пауль фон Русдорф по собственному желанию ушёл в отставку. Через неделю он скончался в Мариенбурге, где и был похоронен в часовне св. Анны. Правление Русдорфа было отмечено постоянными внутренними конфликтами и формирование сильной оппозиции власти Ордена в виде Прусской конфедерации, которой суждено было стать решающим фактором в падении Государства крестоносцев.